# Dicranum sumichrastii
Dicranum sumichrastii là một loài Rêu trong họ Dicranaceae. Loài này được Duby mô tả khoa học đầu tiên năm 1870.